# Sudoměřice u Tábora
Sudoměřice u Tábora é uma comuna checa localizada na região da Boêmia do Sul, distrito de Tábor.

## Galeria

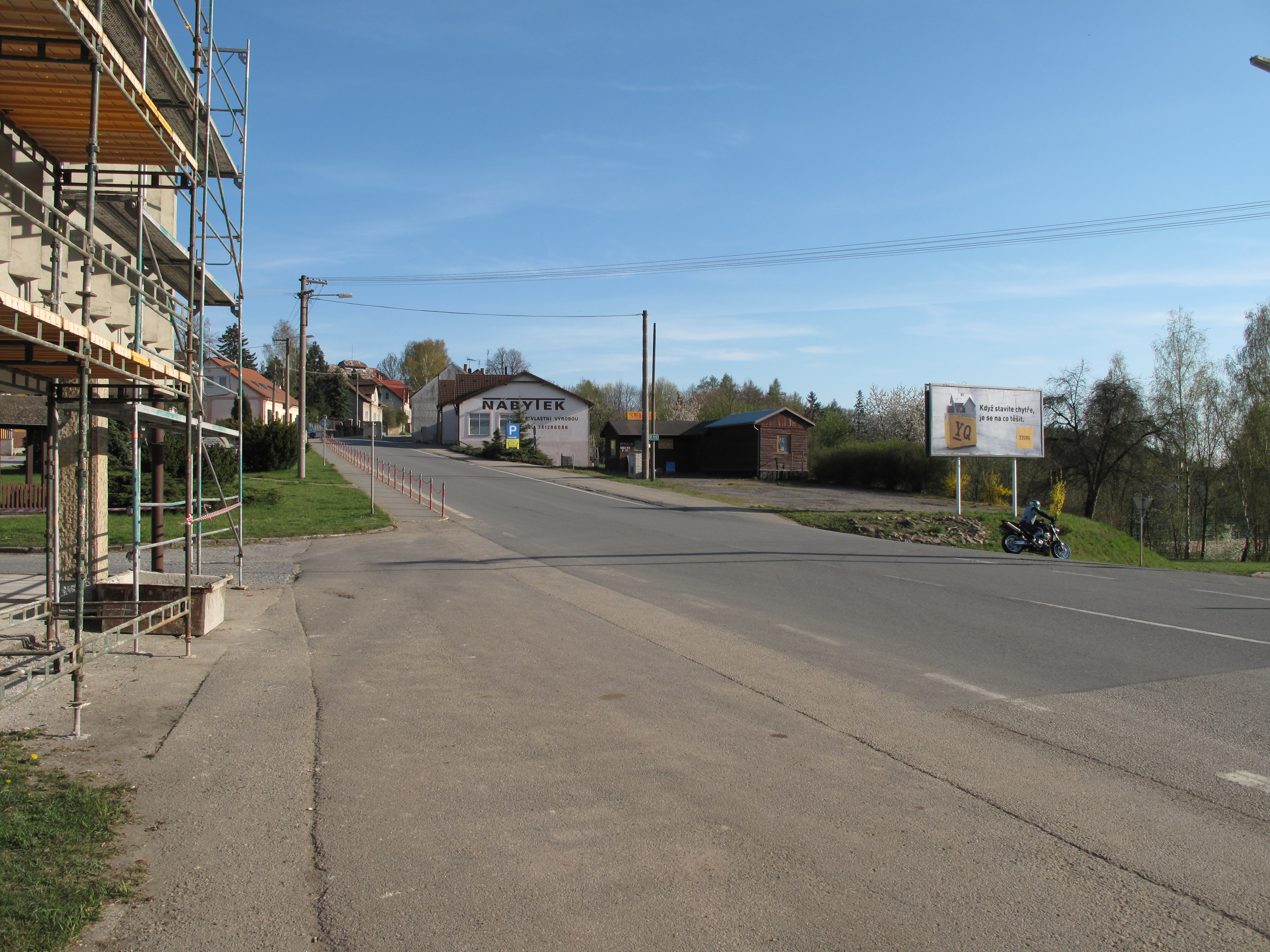
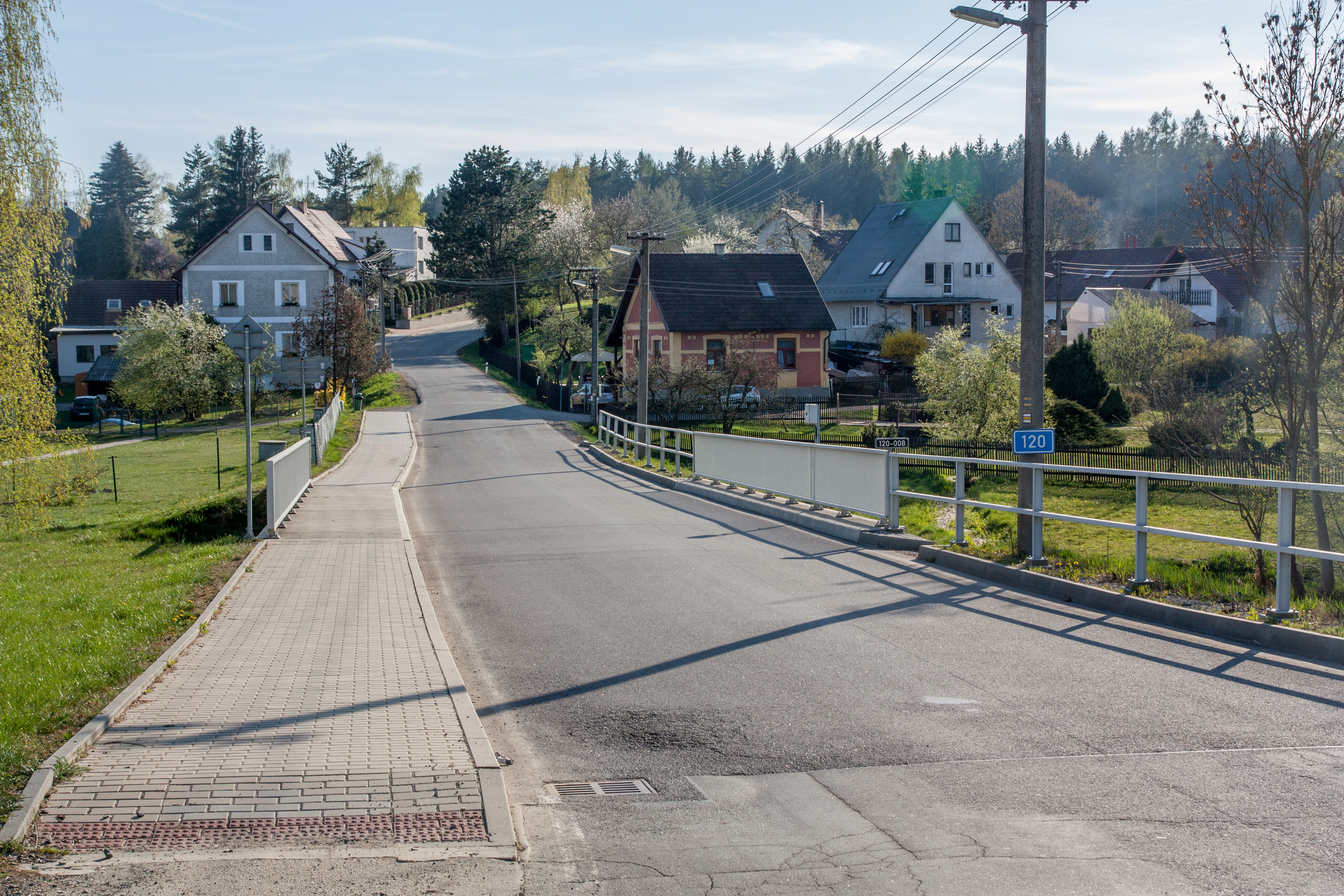
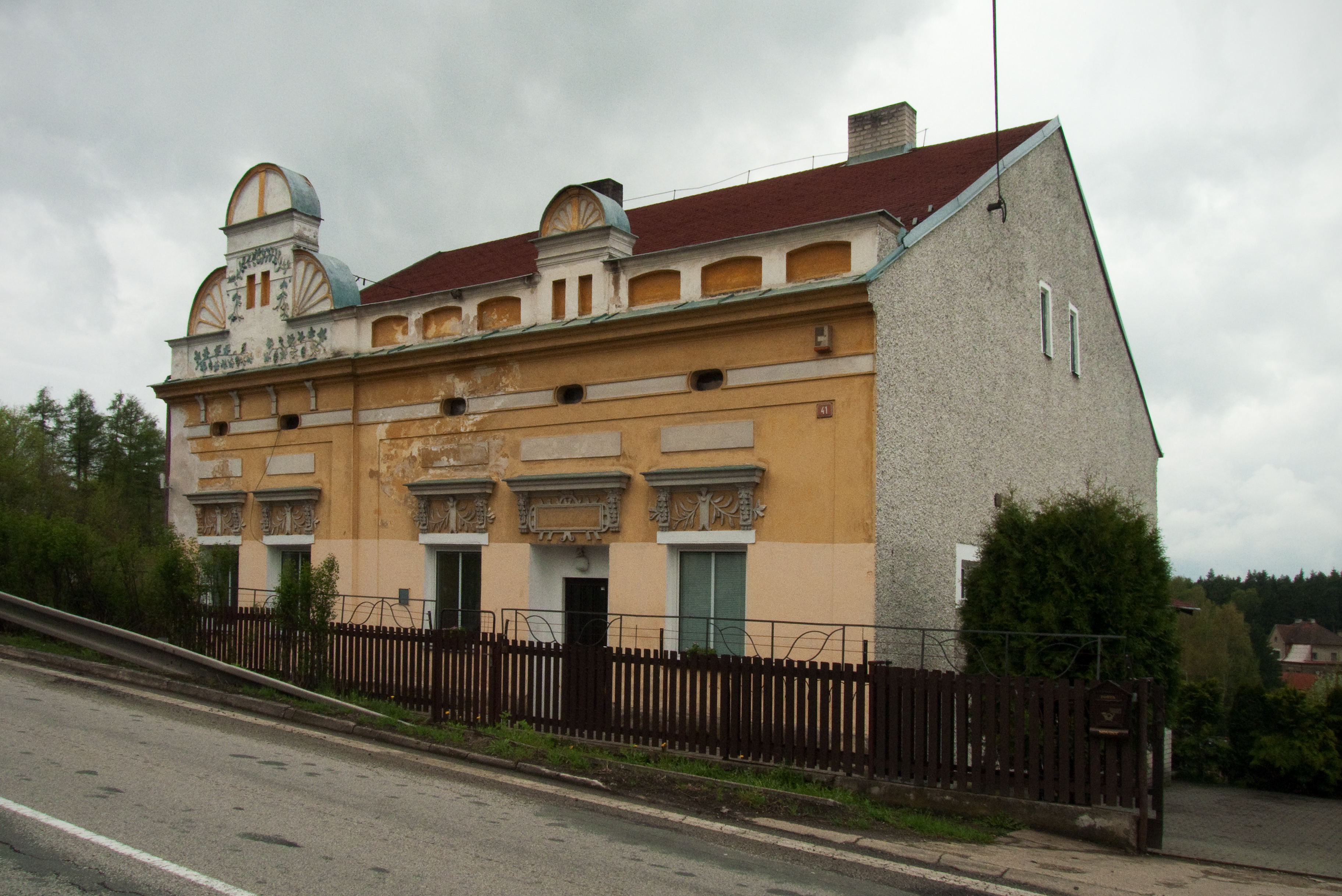